# Hjalmar Mellander
Hjalmar Mellander, né le 14 décembre 1880 et mort le 3 octobre 1919, est un athlète suédois, spécialiste des épreuves combinées.
Il remporte le pentathlon des Jeux intercalaires de 1906 à Athènes (dont une épreuve était un match de lutte gréco-romaine).
Mellander s'installe à Liverpool en 1902, mais participe souvent à des compétitions dans les pays nordiques. Aux Jeux olympiques extraordinaires de 1906 à Athènes, en Grèce, il remporte l'or dans le pentathlon antique. Il a concouru pour l'IFK Halmstad et, en 1924, il a été nommé rétroactivement Big Boy numéro 5 en athlétisme. Mellander a détenu le record suédois de saut en longueur de 1904 à 1907 (et a été le premier détenteur officiel du record). Il a remporté deux titres de champion de Suède en 1904, au saut en longueur et au 400 mètres.
Dans sa vie civile, Mellander a travaillé comme physiothérapeute. Il est mort de la grippe espagnole.

## Carrière sportive
- En 1904, Mellander remporta les championnats suédois de saut en longueur (6,21 m) et de 400 mètres (55,4 s). Le 1er octobre, il améliore également le record suédois officieux de Frans Frises au saut en longueur, qui passe de 6,26 à 6,42 m.
- En 1905, il participe au saut en longueur aux championnats d'Angleterre, où il se classe troisième avec 6,60 m. La même année, il court sur 880 yards en 2,06 minutes et atteint 2,60 m. La même année, il court 880 yards en 2.06 minutes et atteint 2.43.2 aux 1000 mètres - pour des raisons inconnues, ces résultats ne sont pas acceptés comme record suédois.
- En 1906, Mellander participe aux Jeux olympiques supplémentaires d'Athènes. Il remporta l'or au pentathlon, style antique (24e place), se classa quatrième au saut en longueur (6,585 m) et au lancer du javelot (44,30 m), et fut éliminé aux essais du 800 mètres.
- En 1907, le record de Mellander datant de 1904 fut accepté comme le premier record suédois officiel du saut en longueur. Cependant, il perdit ce record plus tard en 1907 lorsque Sven Låftman l'améliora de 17 cm.